# Kasteel van Olne
Het Kasteel van Olne is een voormalig kasteel dat zich bevond in de Belgische buurtschap Rafhay bij Olne, gelegen aan Rue Rafhay 1-2.

## Geschiedenis
De heerlijkheid Olne werd in 1559 door koning Filips II van Spanje uitgegeven aan Warnier de Gulpen, die ook voogd was van Fléron. In 1644 kwam ze in handen van G. de Royer, vervolgens aan de families Thill en Buirette. In 1694 kwam de heerlijkheid aan de familie d'Olne, die een herenhuis bezat in de buurtschap Froidbermont ten oosten van Olne.
Guillaume d'Olne liet in 1703 een nieuw kasteel bouwen in Rafhay, ten noordwesten van Olne, gelegen aan de huidige Rue Rafhay 1-2.
Dit kasteel werd nog in 1743 beschreven als één der mooiste van het Land van Herve, met een toegangslaan, een binnenplaats die uitzicht gaf op het kasteel, met een groot hoofdgebouw en twee vleugels. In de 18e eeuw werd het interieur geleidelijk luxueuzer, met schouwen, stucwerk, lambriseringen en een salon in régencestijl, waarin tal van jachttrofeeën waren bijeengebracht.
Achter het kasteel lag een tuin in Franse stijl.

## Heden
Op een gegeven ogenblik kwam het kasteel leeg te staan en werd het gesloopt. Eén van de schilderijen bevindt zich in het Stadhuis van Wezet, en een ander in het Kasteel van Argenteau.
Wat overbleef was een paviljoentje in baksteen en kalksteen, dat ooit in de kasteelmuur stond en toegang tot het kasteel verschafte.